# Vienne-en-Val
Vienne-en-Val är en kommun i departementet Loiret i regionen Centre-Val de Loire strax norr Frankrikes mitt. Kommunen ligger i kantonen Jargeau som tillhör arrondissementet Orléans. År 2022 hade Vienne-en-Val 1 965 invånare.

## Befolkningsutveckling
Antalet invånare i kommunen Vienne-en-Val
| Referens: INSEE |